# Безгосударственное общество
Безгосуда́рственное о́бщество — общество, не управляемое государством.
Анархия (в соответствии с идеями социального анархизма) является разновидностью такого общества, где, помимо государства, отсутствует любая иерархия, включая этническую, экономическую, религиозную, идеологическую и сексуальную. Однако, даже если какое-либо безгосударственное общество не является, строго говоря, анархией, обычно в таких обществах всё равно нет сосредоточения власти, а если такая власть есть, то она — ограничена. Имеющий власть в таком обществе обычно не удерживает её долго, а общественные механизмы, существующие для принятия решений или разрешения конфликтов, — достаточно слабы. Экономическая организация и культурные нормы в таких обществах очень разнятся.
Большую часть человеческой истории люди жили в безгосударственных обществах. В современном мире безгосударственные общества также существуют, хотя различные государства стараются изо всех сил ассимилировать такие общества.
Политические учения анархо-коммунизма и марксизма провозглашают своим конечным идеалом безгосударственное (и бесклассовое) общество.

## Доисторические народы
В археологии, антропологии и истории безгосударственное общество означает сообщество людей без сложной структуры и централизованного управления, например племя, клан, банда или вождество. Основной критерий «сложности» сообщества определяется степенью разделения труда, когда большинство людей занято в специализированном производстве или другой специальной деятельности и связано с другими посредством сферы торговли и услуг, регулируемой с помощью договоров и законов. Дополнительным критерием служит численность населения — чем она выше, тем больше различных договоренностей требуется для регуляции взаимоотношений.
Останки наиболее древнего из известных городов-государств были найдены в древней Месопотамии и датируются примерно 3700 годом до н. э., следовательно, история государства насчитывает менее 6 тысяч лет; на протяжении большей части человеческой истории государства просто не существовало. Биологический вид «человек разумный» существует на планете примерно 200 тысяч лет, итого история сообществ, управляемых государствами, составляет всего 3 % от всей истории человечества как вида.
Антрополог Роберт Л. Карнейро комментирует:

«На протяжении 99,8% человеческой истории люди жили исключительно в автономных группах и поселениях. В начале палеолита [т. н. „каменный век“], число данных автономных политических единиц оставалось небольшим, но где-то в X в. до н. э. этот показатель вырос до 600 000. Затем над-поселенческая аггрегация развернулась вовсю, и к началу третьего тысячелетия мы имеем количество автономных политических единиц в мире уже не 600 000 — а всего 157. В свете этой тенденции уменьшение количества со 157 до 1 представляется не только теоретически вероятным, но уже вот-вот реализующимся на практике».
Можно спорить насчёт «157 автономных политических единиц» (суверенных государств), так как региональные власти в больших государствах могут сохранять собственную политику автономности, но в целом тенденция неоспорима. Вообще говоря, археологические данные свидетельствуют о том, что государство возникло из безгосударственной общины только тогда, когда достаточно большое количество населения (по крайней мере, десятки тысяч человек) более или менее совместно и на общей территории перешло к оседлому сельскохозяйственному обществу от кочевого общества охотников и собирателей. В самом деле, одной из наиболее часто декларируемых функций государства считается защита территории. Тем не менее, есть и исключения: так, Лоренс Крэйдер, например, описывает случай татарского государства, политической власти, возникающей из конфедерации кланов, ведущих кочевой или полукочевой образ жизни скотоводов.
Основной характеристикой государственных функционеров (королевских династий, солдат, писцов, слуг, администраторов, юристов, сборщиков налогов, религиозных авторитетов и т. д.) служит то, что они не способны к самообеспечению, а потребляют материальные блага, созданные другими и отбираемые при помощи механизма налогообложения у работающего населения. Это предполагает достаточный уровень производительности труда на душу населения, как минимум достаточный для поддержания постоянного уровня прибавочного продукта (в основном продуктов питания), ассигнованного государственной властью для поддержки работоспособности государственных чиновников. Таких постоянных излишков, как правило, не может производиться в нужном количестве в небольших родовых или клановых общинах.
Археолог Грегори Поссель утверждал, однако, что нет никаких доказательств того, что относительно сложная, урбанистическая Хараппская цивилизация, процветавшая примерно с 2500 до 1900 гг. до н. э. в долине Инда, имела что-либо напоминающее централизованный государственный аппарат. Нет никаких доказательств в виде раскопанных останков дворцов, храмов, могил правящей или вассальной династии, документальных архивов централизованной бюрократии, признаков единой государственной религии — ничего такого, что обычно считается свидетельством наличия государственного аппарата.
Кроме того, в ранних крупномасштабных человеческих поселениях каменного века, таких как Чатал-Хююк и Иерихон, также нет свидетельств существования государственной власти. Чатал-Хююк представлял собой фермерское сообщество (7300—6200 гг. до н. э.), занимавшее площадь 13 гектаров (32 акров) и обладавшее примерным населением в 5000—10000 жителей.
По мере расширения своих границ, общества, основанные на современном типе государства, вытеснили туземное население.

## Социальная и экономическая организация
Антропологи обнаружили, что социальная стратификация не является стандартом во всех обществах. Джон Гоуди пишет: «Предположение о поведении человека, считающееся среди членов рыночного общества универсальным, и говорящее, что человеку свойственны исключительно корыстные мотивы и что социальное расслоение естественно, не распространяется на многие известные народы охотников-собирателей».
Экономики безгосударственных сельскохозяйственных обществ, как правило, нацелены на организацию натурального сельского хозяйства на уровне общин и имеют тенденцию скорее к диверсификации производства, нежели к специализации в той или иной области труда.
Во многих безгосударственных обществах конфликты между семьями решаются обращением к сообществу. Каждая из спорящих сторон может высказать свою позицию, и сообщество, часто сводящееся к совету наиболее уважаемых жителей поселения, принимает решение по ситуации. Даже когда нет никаких юридических или силовых полномочий по реализации решений общины, люди склонны этих решений придерживаться в силу желания выжить — сохранить принятие и уважение их обществом.